# محمد مصلح (رياضي)
محمد مصلح (من مواليد 11 أكتوبر 1966) هو لاعب جودو سابق مثل الجمهورية العربية اليمنية (اليمن الشمالي) في دورة الألعاب الأولمبية الصيفية لعام 1988 في فئة الوزن الزائد. احتل المركز التاسع عشر.